# Johann Christian Firnhaber
Johann Christian Firnhaber (* 14. Oktober 1753 in Langenhagen; † 23. Februar 1828 in Hannover) war ein hannoverscher Musiker, Komponist, Pianist, Klavierlehrer und Musikalienhändler.

## Leben
Johann Christian Firnhaber war der älteste Sohn des Kantors, Organisten und Lehrers in Langenhagen und Rehburg am Steinhuder Meer Heinrich Firnhaber (1723–1772). Nach dem Tod seines Vaters ging er nach Hannover und unterrichtete dort Musik. Wenige Jahre später ging er als Musiker zunächst an den Hof der Zaren nach Petersburg und Moskau. In Moskau wirkte er zudem als Klavierlehrer und Musikalienhändler.
Nach dem Tod der Zarin Katharina der Großen kehrte Firnhaber nach Deutschland zurück und heiratete 1798 in Hannover Anna Sophia Friederike Cludius (1773–1822). Er zählte an der Wende zum 19. Jahrhundert zu den kulturell prägenden Persönlichkeiten der gebildeten Stadtgesellschaft.
1802 setzte sich Firnhaber sich für die Gründung einer Musikhochschule in Hannover ein.
Seiner Ehefrau ließ Firnhaber einen – erhaltenen – klassizistisch bearbeiteten Sandsteinblock als Grabstein auf dem Gartenfriedhof setzen. Sein eigenes Grabmal, mutmaßlich neben dem seiner Frau aufgestellt, ging verloren.

## Archivalien
An Archivalien von und über Johann Christian Firnhaber finden sich beispielsweise
- die 1987 in Archiven in Jönköping (Schweden) sowie in Wien aufgefundenen gedruckten Werke Firnhabers.[3]